# TLC (canal de televisão)
TLC é uma rede de televisão por assinatura pertencente a Warner Bros. Discovery. Nos Estados Unidos, o canal foi lançado em 1980, como ACSN - The Learning Channel. Em 1984, o canal passou a se chamar The Learning Channel, até que em 1998, o canal passou a se chamar TLC. Mundialmente, o canal era originalmente conhecido como Discovery Travel & Living, que em novembro de 2011 passou a se chamar TLC, acrónimo de Travel and Living Channel.

## História

### Nos Estados Unidos:
O canal foi lançado em 1980, como ACSN - The Learning Channel, pertencendo a um serviço de educação a distância em parceria com a NASA e com o setor de Saúde, Educação e Bem-estar do Departamento de Saúde e Serviços Humanos dos Estados Unidos na região dos Apalaches. No mesmo ano, a NASA imediatamente lança a NASA TV, que seria uma substituta interna da ACSN.
Em 1984, o canal encurtou seu nome, passando a se chamar The Learning Channel. Nesta época, o canal transmitia programas educacionais e institucionais. Em 1986, a Infotech Inc., então dona da Financial News Network (FNN) adquiriu 51% das ações do The Learning Channel.
Em 1991, a Infotech estava passando por uma crise financeira e juntamente com a ACSN, optaram por vender o The Learning Channel para a Discovery Communications, dona de seu então concorrente Discovery Channel (logo depois, a FNN também seria vendida , porém para uma joint-venture entre a NBC e a Cablevision, sendo incorporada a CNBC). Em 1992, o canal passa a se chamar TLC - The Learning Channel, estreando uma nova logomarca. No mesmo ano, o canal estreou o bloco infantil Ready Set Learn, que dez anos depois, passaria a ser supervisionado e exibido pelo Discovery Kids.
Em 1998, o canal lançou a campanha "Life Uncrisped", em que o canal passava a exibir programas de decoração e reality shows, causando também a sua mudança de nome para o acrônimo TLC, e a redução da duração do bloco Ready Set Learn, para redirecionar o público infantil do canal para o Discovery Kids.
Em 2006, o canal lançou uma nova logomarca e a campanha "Live and Learn", para tentar reverter a dependência do canal em programas de decoração e reality shows, causando a volta de seu nome original "The Learning Channel" em algumas partes da programação. Em 2008, o canal lança a campanha "Life Surprises", em que o canal passa a exibir mais programas de histórias pessoais, causando o fim da exibição do bloco Ready Set Learn no canal.

### Mundialmente:
Em 1992, foi lançada uma versão internacional do canal, no Reino Unido e na Irlanda. Esta versão foi substituída pelo Discovery Home & Leisure em 1997.
Até a década de 2010, havia o Discovery Travel & Living, que era um canal do mesmo tipo e estilo do TLC e que existia em diversos países pelo mundo, e desde 2010, as versões internacionais do Discovery Travel & Living foram aos poucos sendo substituídas pelo TLC. Na América Latina e em Portugal, o canal estreou em novembro de 2011, como TLC - Travel & Living Channel, substituindo as versões portuguesas e latino-americanas do Discovery Travel & Living, passando a se chamar TLC no começo de 2012.